# Tour Novaxis VI
 (octobre 2022).
Si vous disposez d'ouvrages ou d'articles de référence ou si vous connaissez des sites web de qualité traitant du thème abordé ici, merci de compléter l'article en donnant les références utiles à sa vérifiabilité et en les liant à la section « Notes et références ».
La Tour Novaxis VI est un immeuble de bureaux situé dans le quartier Novaxis au Mans, dans le département de la Sarthe. Sa hauteur est de 27 mètres. Il abrite le siège social des Mutuelles du Mans Assurances.

## Historique
Ce bâtiment fut construit en 2007 dans le cadre de la délocalisation des personnels en provenance de l'ancien siège social de la société, la Tour Émeraude.